# Patrik Järbyn
Patrik Inge Johan Järbyn (Borås, 16 aprile 1969) è un ex sciatore alpino svedese.
Nel corso della sua lunga carriera, durata oltre vent'anni, conquistò tre medaglie iridate e stabilì più di un primato di longevità agonistica ai massimi livelli, tra i quali quello dello sciatore più anziano salito su un podio di Coppa del Mondo. Järbyn detiene anche il primato del maggior numero di titoli nazionali vinti: ventitré, conquistati tra il 1991 e il 2004.

## Biografia

### Stagioni 1991-1997
Järbyn, originario di Åre, ottenne il primo successo in carriera ai Campionati svedesi del 1991 vincendo la prova di discesa libera; in Coppa del Mondo il suo primo piazzamento di rilievo fu il 27º posto nel supergigante di Val-d'Isère del 5 dicembre 1992. Esordì ai Campionati mondiali a Morioka 1993, classificandosi 26º nello slalom gigante, e ai Giochi olimpici invernali a Lillehammer 1994, dove fu 34º nella discesa libera, 18º nel supergigante e non completò lo slalom gigante e la combinata.
Nel febbraio 1996 ai Mondiali della Sierra Nevada vinse la medaglia d'argento nel supergigante, giungendo alle spalle del norvegese Atle Skårdal, si piazzò 24º sia nella discesa libera sia nella combinata e non completò lo slalom gigante. L'anno dopo ai Mondiali di Sestrire fu 26º nella discesa libera, 19º nel supergigante e non terminò nuovamente lo slalom gigante.

### Stagioni 1998-2002
Ai XVIII Giochi olimpici invernali di Nagano 1998 si classificò 10º nella discesa libera, 6º nel supergigante (suo miglior piazzamento olimpico in carriera), 21º nello slalom gigante e non completò la combinata. Intanto in Coppa del Mondo continuò a raccogliere solo piazzamenti fino a quando, l'8 marzo 1998, arrivò 2º nel supergigante di Lillehammer Kvitfjell, suo primo podio e suo miglior piazzamento di carriera.
Ai Mondiali di Vail/Beaver Creek 1999 fu 20º nella discesa libera, 15º nel supergigante, 15º nello slalom gigante e 14º nella combinata, mentre ai XIX Giochi olimpici invernali di Salt Lake City 2002 si classificò 18º nella discesa libera, 11º nel supergigante e 24º nello slalom gigante.

### Stagioni 2003-2008
20º nel supergigante dei Mondiali di Sankt Moritz 2003, nella rassegna iridata successiva, Bormio/Santa Caterina Valfurva 2005, fu 32º nella discesa libera, 26º nel supergigante e 21º nella combinata, mentre ai XX Giochi olimpici invernali di Torino 2006 si classificò 33º nella discesa libera e 24º nel supergigante.
Il secondo podio di Järbyn in Coppa del Mondo venne quasi nove anni dopo il primo e fu il 3º posto nel supergigante di Lake Louise del 26 novembre 2006. Con questo risultato divenne il più vecchio sciatore a salire sul podio in una gara del massimo circuito internazionale. In quella stessa stagione in occasione dei Mondiali disputati sulle nevi svedesi di Åre vinse a quasi trentotto anni la medaglia di bronzo nella discesa libera, piazzandosi alle spalle del norvegese Aksel Lund Svindal e del canadese Jan Hudec. Durante gli stessi Mondiali aggiunse al suo palmarès anche la medaglia d'argento nella gara a squadre, mentre nel supergigante fu 17º.

### Stagioni 2009-2014
Järbyn il 19 dicembre 2008 conquistò il suo terzo e ultimo podio in Coppa del Mondo con il 3º posto nel supergigante dell'Alta Badia, battendo in questo modo il suo stesso record di sciatore più anziano a giungere nei primi tre; detenne tale primato fino al 21 gennaio 2021, quando fu superato dal francese Johan Clarey. Ai successivi Mondiali di Val-d'Isère 2009 non completò invece la prova di supergigante, mentre l'anno dopo partecipò ai suoi quinti Giochi olimpici consecutivi: a Vancouver 2010 disputò, quasi quarantunenne, la discesa libera, chiusa con il 29º tempo, e il supergigante. In quest'ultima gara fu protagonista di una spettacolare caduta che fece anche temere per la sua incolumità, ma che non generò danni rilevanti, tanto che poté tornare alle gare già nel marzo seguente.
A Garmisch-Partenkirchen 2011, sua ultima presenza iridata, fu 23º nel supergigante e non completò la discesa libera. Disputò la sua ultima gara di Coppa del Mondo il 4 marzo 2012 a Lillehammer Kvitfjell, piazzandosi 45º in supergigante, e si congedò dal Circo bianco con il 54º tempo ottenuto nel supergigante di Nor-Am Cup disputato a Copper Mountain il 14 dicembre 2013.

## Palmarès

### Mondiali
- 3 medaglie:
  - 2 argenti (supergigante a Sierra Nevada 1996; gara a squadre a Åre 2007)
  - 1 bronzo (discesa libera a Åre 2007)

### Coppa del Mondo
- Miglior piazzamento in classifica generale: 22º nel 1999
- 3 podi:
  - 1 secondo posto
  - 2 terzi posti

#### Coppa del Mondo - gare a squadre
- 1 podio:
  - 1 terzo posto

### Coppa Europa
- Miglior piazzamento in classifica generale: 18º nel 1996
- 5 podi:
  - 2 vittorie
  - 1 secondo posto
  - 2 terzi posti

#### Coppa Europa - vittorie
| Data             | Località  | Paese   | Specialità |
| ---------------- | --------- | ------- | ---------- |
| 12 dicembre 1995 | Valloire  | Francia | SG         |
| 12 dicembre 1995 | Obereggen | Italia  | SG         |

Legenda:

SG = supergigante

### Nor-Am Cup
- Miglior piazzamento in classifica generale: 28º nel 1999
- 6 podi:
  - 5 vittorie
  - 1 secondo posto

#### Nor-Am Cup - vittorie
| Data             | Località          | Paese       | Specialità |
| ---------------- | ----------------- | ----------- | ---------- |
| 5 gennaio 1995   | Sugarloaf         | Stati Uniti | SG         |
| 5 gennaio 1995   | Sugarloaf         | Stati Uniti | SG         |
| 7 gennaio 1995   | Stratton Mountain | Stati Uniti | GS         |
| 23 novembre 1998 | Beaver Creek      | Stati Uniti | GS         |
| 30 novembre 1998 | Aspen             | Stati Uniti | SG         |

Legenda:

SG = supergigante

GS = slalom gigante

### Campionati svedesi
- 30 medaglie (dati parziali fino al 2004)[1][5]:
  - 23 ori (discesa libera nel 1991; supergigante nel 1992; supergigante nel 1993; discesa libera, supergigante nel 1994; discesa libera, slalom gigante nel 1995; supergigante nel 1996; discesa libera nel 1997; discesa libera, supergigante nel 1998; discesa libera, supergigante nel 1999; discesa libera, supergigante, slalom gigante nel 2000; discesa libera, supergigante nel 2002; discesa libera, supergigante, slalom gigante nel 2003; discesa libera, supergigante nel 2004)
  - 5 argenti (slalom gigante nel 1996; supergigante nel 1997; slalom gigante nel 2002; discesa libera, supergigante nel 2007)
  - 2 bronzi (discesa libera, supergigante nel 2006)